# Michel de Bonnecorse
Pour les articles homonymes, voir Bonnecorse.
Michel de Bonnecorse (né Michel de Bonnecorse Benault de Lubières) est un haut fonctionnaire et diplomate français né le 15 novembre 1940 à Chiré-en-Montreuil et mort le 12 août 2024 à Salon-de-Provence.

## Famille
Michel de Bonnecorse est né dans une famille de haute bourgeoisie originaire de Provence, issue de Balthasar de Bonnecorse (v. 1650), consul de France au Caire.
Michel de Bonnecorse est le fils posthume de Bertrand de Bonnecorse-Lubières, mort pour la France.

## Carrière
Ancien élève de l'École nationale d'administration (promotion Turgot, 1966-1968), Michel de Bonnecorse est chef de la mission française de coopération au Sénégal de 1978 à 1982, puis à Madagascar de 1982 à 1985. Il est ensuite chef du service des affaires générales à la direction des affaires économiques et financières du ministère des Affaires étrangères.
Il est directeur général adjoint de l'UNESCO en 1987.
Il est ambassadeur au Kenya de 1990 à 1993, représentant de la France aux Nations unies à Genève, ambassadeur au Maroc de 1995 à 2001, puis en Suisse.
Michel de Bonnecorse est conseiller du président Jacques Chirac à l'Élysée, chef de la cellule « Afrique » présidentielle, de 2002 à 2007.
Il est admis à la retraite de la diplomatie en 2006. En 2009, il devient conseiller pour l'Afrique de l'armateur CMA CGM.
Michel de Bonnecorse meurt le 12 août 2024 à Salon-de-Provence à l'âge de 83 ans.

## Affaire Borrel
Elisabeth Borrel, veuve du juge Bernard Borrel, mort en 1995 à Djibouti dans des circonstances non élucidées (affaire Borrel), porte plainte avec constitution de partie civile le 25 juin 2007 contre Michel de Bonnecorse pour « pression sur la justice ». Cette plainte a pour objet une déclaration au journal Jeune Afrique dans lequel il indique : « Contrairement à ceux qui préjugent de l'assassinat de Bernard Borrel sur ordre des autorités djiboutiennes, je préjuge, moi, qu'il s'est suicidé ».
Cette plainte est instruite par les juges Fabienne Pous et Michèle Ganascia, déjà en charge depuis octobre 2006 d'une information judiciaire sur ces mêmes faits, à la suite d'une première plainte visant l'ex-porte-parole du Quai d'Orsay Hervé Ladsous, ambassadeur de France en Chine. Le 2 mai 2007, les juges tentent de perquisitionner le bureau à l'Élysée de Michel de Bonnecorse et la cellule « Afrique », mais la présidence leur en refuse l'accès en invoquant la séparation des pouvoirs[réf. nécessaire].
Le 10 juillet 2007, les juges perquisitionnent le domicile parisien de l'ex-conseiller présidentiel, dans le 14e arrondissement, et des enquêteurs perquisitionnent simultanément dans sa résidence secondaire, située dans les Bouches-du-Rhône. Les magistrates saisissent notamment son carnet personnel[réf. nécessaire].